# Glypta nigripes
Glypta nigripes är en stekelart som beskrevs av Gabriel Strobl 1902. Glypta nigripes ingår i släktet Glypta och familjen brokparasitsteklar. Inga underarter finns listade i Catalogue of Life.